# رصدخانه کافنر

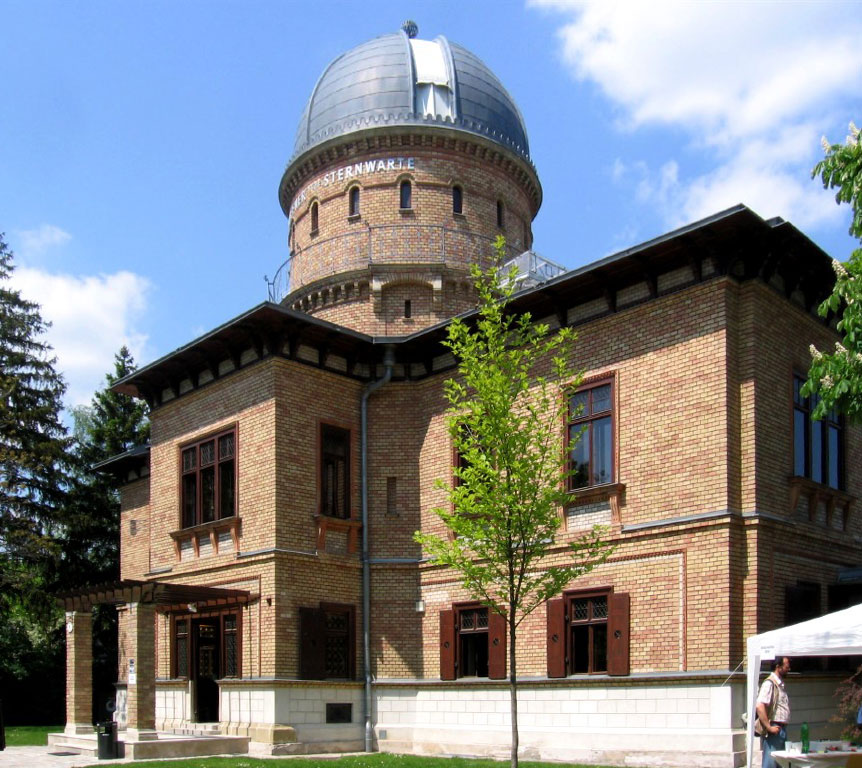
ساختمان اصلی رصدخانه کافنر با نمایی از گنبد تلسکوپ

رصدخانه کافنر (انگلیسی: Kuffner Observatory) یکی از دو رصدخانه عمومی نجومی مجهز به تلسکوپ است که در پایتخت اتریش، وین واقع شده‌است. این مکان در غرب منطقهٔ شهری اوتاکرینگ (منطقه ۱۶ وین)، در دامنهٔ گالیتزینبرگ است که در ارتفاع ۳۰۲ متر واقع شده‌است. این مؤسسه که در اصل یک مؤسسهٔ تحقیقاتی خصوصی بود، پس از جنگ جهانی دوم به تأسیسات نجومی آموزشی تبدیل شد زیرا ساختمان‌ها و چراغ‌های شهر تا حدی مزاحم مشاهدات علمی شبانه بودند که مشاهده را به شدت مختل می‌کرد. امروزه وظایف اصلی رصدخانه شامل آموزش عمومی در مورد نجوم، بهره‌برداری و نگهداری تجهیزات تاریخی آن و پروژه‌های جزئی در نجوم علمی است.
این رصدخانه به دلیل کار در زمینهٔ نورسنجی که توسط اخترشناس کارل شوارتزشیلد، کاتالوگ‌های ستاره‌ای و تعیین فاصله تا سایر ستارگان انجام شد، مورد توجه قرار گرفت. این رصدخانه دارای چندین دستگاه ابزار نجومی از نظر تاریخی است، از جمله یک هلیومتری مشخص شده و یک دایره نصف النهار بزرگ، و همچنین یک دایره عمودی.
اولین مشاهدات این رصدخانه در سال ۱۸۸۶ انجام شد.